# خندزوروت، وایوتس‌جور
خندزوروت (به ارمنی: Խնձորուտ) یک روستا در ارمنستان است که در استان وایوتس‌جور واقع شده‌است. در کیلومتری شمال یغگنادزور، مرکز استان وایوتس‌جور واقع شده‌است
در کنار این روستا روستای متروکهٔ هورادیس است که در ان روستا کلیسایی از سال ۱۶۶۸ وجود دارد.

## خصوصیات
خندزوروت ۵۲۶ نفر جمعیت دارد و در ارتفاع متر بالاتر از سطح دریا قرار گرفته‌است.